# Gisle Johnson
Gisle Christian Johnson (10. september 1822 i Fredrikshald - 17. juli 1894 i Kristiania) var en norsk teolog og forfatter.
Johnson stammede fra to af Islands mest ansete Slægter, paa mødrene Side fra Gisli Jónsson, paa 
fædrene Side fra samme Æt som J.J. Espólin, der var en yngre Halvbroder til hans Farfader. 
Hans Fader Georg Daniel Barth J. (1794—1872) var en anset Ingeniørofficer, der 1827—41 
byggede en Del af de betydeligste Vejanlæg i Kristianssands Stift og 1843—60 var Direktør 
for Norges Havne- og Kanalvæsen. J. kom 1834 ind i Kristianssands Katedralskole, af hvis 
Lærere den lærde Teolog O.C. Thistedahl kom til at øve den største Indflydelse paa den 
9 Aar yngre Discipel; der knyttedes mellem Lærer og Elev et Forhold, som snart udviklede 
sig til et livsvarigt, nært og fortroligt Venskab. Lige udmærket ved Kundskab og Talent som 
i personlig Karakterudfoldelse var J. fra sin første Færd af designeret som den 
fremragende. 1845 blev han cand. theol. og var derefter med Stipendium i Tyskland for at fortsætte sine 
videnskabelige Studier, først i Berlin, hvor Neander, Twesten og særlig Hengstenberg blev 
hans impulsgivende Lærere, derpaa i Leipzig, hvor navnlig Harless tiltrak ham ved sine 
Forelæsninger over den kristelige Etik. Fra Leipzig, hvor J. ogsaa hørte Forelæsninger 
over det gl. Test. hos C. P. Caspari, der det flg. Aar efter Underhandlinger, som indlededes 
ved J., blev hans Kollega ved Kria Univ., drog han til Erlangen, hvis teol. Fakultet helt ud 
tiltalte den norske Stipendiat, som i sin Rejseberetning herfra fremhæver det Bekendtskab, 
han der stiftede med Professorerne Thomasius, den lærde Dogmatiker, Höfling, Hofman 
og H. Schmidt. Efter korte Besøg i Heidelberg, Tübingen og Paris kom han Efteraaret 1847 
hjem igen til Norge, hvor han levede som Manuduktør i teol. Discipliner til Sommeren 1849, 
da han blev Lektor i Teologi ved Univ. 1860 rykkede han op til Prof. og blev staaende som 
saadan til sin Død. 1855—75 var han tillige Lærer i Pædagogik ved det praktisk-teologiske 
Seminarium. Ved Kbhvn’s Univ.’s Jubelfest 1879 blev han Æresdoktor i det teol. Fakultet. Som 
Prof. foredrog han fornemmelig systematisk Teologi, Dogmehistorie og teol. Encyklopædi; 
fra Efteraarssemestret 1875 forlod han, for at give Plads for en yngre Dogmatiker, sit egl. 
Fag og overtog den ledigblevne Lærerpost i Kirkehistorie. Hans Forelæsninger var højt 
ansete for gennemsigtig Klarhed, stringent Bygning og en Personlighedens Magt, som øvede 
en ganske overordentlig Indflydelse og blev bestemmende for Slægtled efter Slægtled af 
Præster i den norske Kirke. Om hans Skarpsind som Dogmatiker udtalte hans lærde Kollega 
Caspari ofte, at hvis J.’s Dogmatik blev udg. i Trykken, vilde den vække Opsigt i hele den 
lutherske Kirke og med eet Slag stille sin Forf. i første Række af dens fremragende Teologer. 
I mere end en Menneskealder var J. og Caspari den teol. Videnskabeligheds Bærere ved 
det norske Univ. og samtidig den »rene Læres« og den konfessionelle Rettroenheds strenge, 
ubøjelige Vogtere, ikke mindst mod Grundtvigianismens Paavirkninger paa de Studerende 
ell. sekteriske Angreb paa Statskirkelivets Bygning. Denne stramme afvisende Holdning over 
for selv den mindste Afvigelse fra den strenge Konfession har ogsaa senere fremkaldt en 
delvis Reaktion bl. de Studerende, som er komne under Indflydelse af nyere Retninger i 
Teologien og det hele Samfundslivs Vækst. J. var nemlig ikke blot en lærd Universitetslærer, men 
en betydelig Magt i store Kredse af det norske Samfund’, hvor en kirkelig Bevægelse i 
1850—60’erne, udgaaet fra Præsten G.A. Lammers, i de højere Klasser samtidig paavirket af S. 
Kierkegaard’ Optræden i Danmark, rystede Landet fra den ene Ende til den anden. Denne 
Bevægelse greb ogsaa J., som nu 1851 ved Siden af sine Universitetsforelæsninger begyndte 
at optræde som en ildfuld Bodsprædikant med Bibellæsninger først i Kria, senere ogsaa i 
andre af Landets Byer helt N. over til Tromsø. Han kom frem i første Række bl. Arbejderne 
for alle Slags praktiske Kristenlivsbestræbelser og kirkeligt Reformarbejde; han var saaledes 
den, som skrev Udkastet til det i Bergen 1852 afholdte Præstemødes Andragende til Kongen 
om en Sammenkaldelse af en alm. norsk Kirkeforsamling (hvilket dog afsloges af 
Kirkestyrelsens daværende temporiserende Chef, Statsraad Riddervold), men J. opgav dog ikke mere 
dette Arbejde for Kirkens Selvstyre; paa senere Præste- og Lægmandsmøder var han den 
kraftigste og med størst Autoritet udstyrede Tolk for de kirkelig interesseredes Krav, 
hvilke til Slut ogsaa resulterede i Regeringens Nedsættelse af den store Kirkekommission af 
27. Jan. 1859, af hvilken J. dog ikke blev Medlem, og som efter 10 Aars Arbejde ikke førte 
til andet end 5 Bind Betænkninger og Lovforslag, der aldrig førtes ud i Livet. Da 
Stortinget 1869 havde forkastet Regeringens Forslag om Bevilling til et officielt Kirkemøde, 
optog J. og hans Venner det kirkelige Reformarbejde paa Frivillighedens Vej, idet man fik 
ordnet regelmæssig tilbagevendende Stiftsmøder i hver Stiftsstad og 1873—95 4 frivillige 
kirkelige Landsmøder med valgte Repræsentanter for Gejstlighed og Lægfolk. Det 3. af 
disse Landsmøder (1887), i hvis Forberedelse og Organisation J. havde en væsentlig Del, 
vedtog et Forslag til Kirkeforfatning, som havde Tilslutning af samtlige Stiftsmøder, men 
som heller ikke førte til noget Resultat. Ved Siden af sit Arbejde for Ordningen af 
Forholdet mellem Kirke og Stat lagde han ogsaa meget Arbejde i al anden frivillig kristelig 
Virksomhed. Han var den egl. Stifter ell. i hvert Fald Hovedmanden for Grundlæggelsen 
af Kria Indremission (1854), af Den norske Lutherstiftelse (1867), der skulde virke som en 
hele Landet omfattende Centralanstalt for Kolportage af Smaaskrifter og Traktater og for 
læge Forkyndere i Hus og Hjem »under Kirkens Nødstilstand«. Pga. Augustana Art. 
14 fastholdt J. det saakaldte »Nødsprincip« for Lægfolkets Ret til offentlig Forkyndelse; men 
dette Princip blev forladt, da Lutherstiftelsen 1891 blev forandret til »Det norske lutherske 
Indremissionsselskab«. Videre medvirkede J. dels ved Oprettelsen, dels i Bestyrelsen af 
»Diakonisseanstalten« (1868), »Studenterhjelmmet« (1871), »Komiteen for (ikke 
grundtvigianske) Folkehøjskoler« (1871) o. fl. Af det norske Bibelselskabs Centralkomité var han 
Medlem fra 1854; i dette Selskab var hans Navn især knyttet til hans Deltagelse (fra 1875) i 
det ny Bibeloversættelsesarbejde; 1890 blev han og Caspari færdige med den endelige (1891 
udgivne) ny Overs. af Gl. Test.; fra 1888 til sin Død deltog han i Revisionen af det af 
Biskop F. W. Bugge gjorte Udkast til en ny Overs. af Ny Test., som blev færdig 1901. J.’s 
selvstændige litterære Virksomhed blev, pga. den med hans Samvittighedsfuldhed 
forenede ængstelige Selvkritik, ikke saa omfattende, som mange ventede og haabede af hans 
Talent og teol. Lærdom. Hans første Bog »Nogle Ord om Barnedaaben« (1857, sv. Overs. 1858) 
var et Lejlighedsskrift, hvori han optraadte til Forsvar for denne Institution i Kamp mod sin 
Ven Lammers og den ved ham rejste frikirkelige Bevægelse; til hvis Nedgang og Bilæggelse 
J.’s Skrift vistnok i høj Grad bidrog. 1847—90 var han Medudgiver af det i fl. Rækker 
udkomne, videnskabelig anlagte »Theologisk Tidsskrift«, hvori han skrev adskilligt, navnlig 
en (i 2. Rk. VIII og ny Rk. II trykt, ogsaa paa Tysk oversat) Fremstilling af »Luthers 
Lære om Guds Ord«. Sammen med Caspari besørgede han norske Overs. af »Konkordiebogen« 
(1861—66) og af »Den norske Kirkes Bekendelsesskrifter« (1872, 3. Opl. 1884). Fra Juli 1863 
til Juli 1875 var han Udgiver af den af ham grundlagte »Luthersk Kirketidende«, hvori man, 
ligesom tidligere i »Norsk Kirketidende« (navnlig »Erklæring«, 1857, S. 241 ff.), maa søge hans 
mange, til Dels udførlige Stridsskrifter mod Grundtvigianismen og dens kirkelige 
Anskuelse. Et Sammendrag af sine dogmatiske Forelæsninger (dog blot Pistikken og Dogmatikken) 
udgav han som Manuskript 1878—79 og derpaa i nyt Oplag 1885 med Titlen »Grundrids af den 
systematiske Teologi«, hvis fortsatte Udgivelse han saa indstillede. Efter hans Død er 
udkommet et 3. Oplag (1897), ligesom »Forelæsninger over den kristelige Ethik«, udg. af hans Søn 
(1896 ff.) og »Forelæsninger over Dogmehistorien«, udg. af H. Wölner-Hansen (1896 ff.).